# Adfectatio regni
L'adfectatio regni, en droit romain, représentait l'attaque contre l'ordre établi menée par un usurpateur.
La législation pénale des lois des Douze Tables punissait ce crime selon le régime du perduellio, auquel il était assimilé.
L'accusation de « vouloir être roi » a été portée contre Jules César et a été la principale raison de son assassinat.
Dans la phase finale de la Terreur, les rivaux de Maximilien de Robespierre le calomnièrent en affirmant que l'Incorruptible voulait devenir souverain de France en épousant la princesse Marie-Thérèse-Charlotte, fille de Louis XVI et alors prisonnière,,.